# サンデーロースト

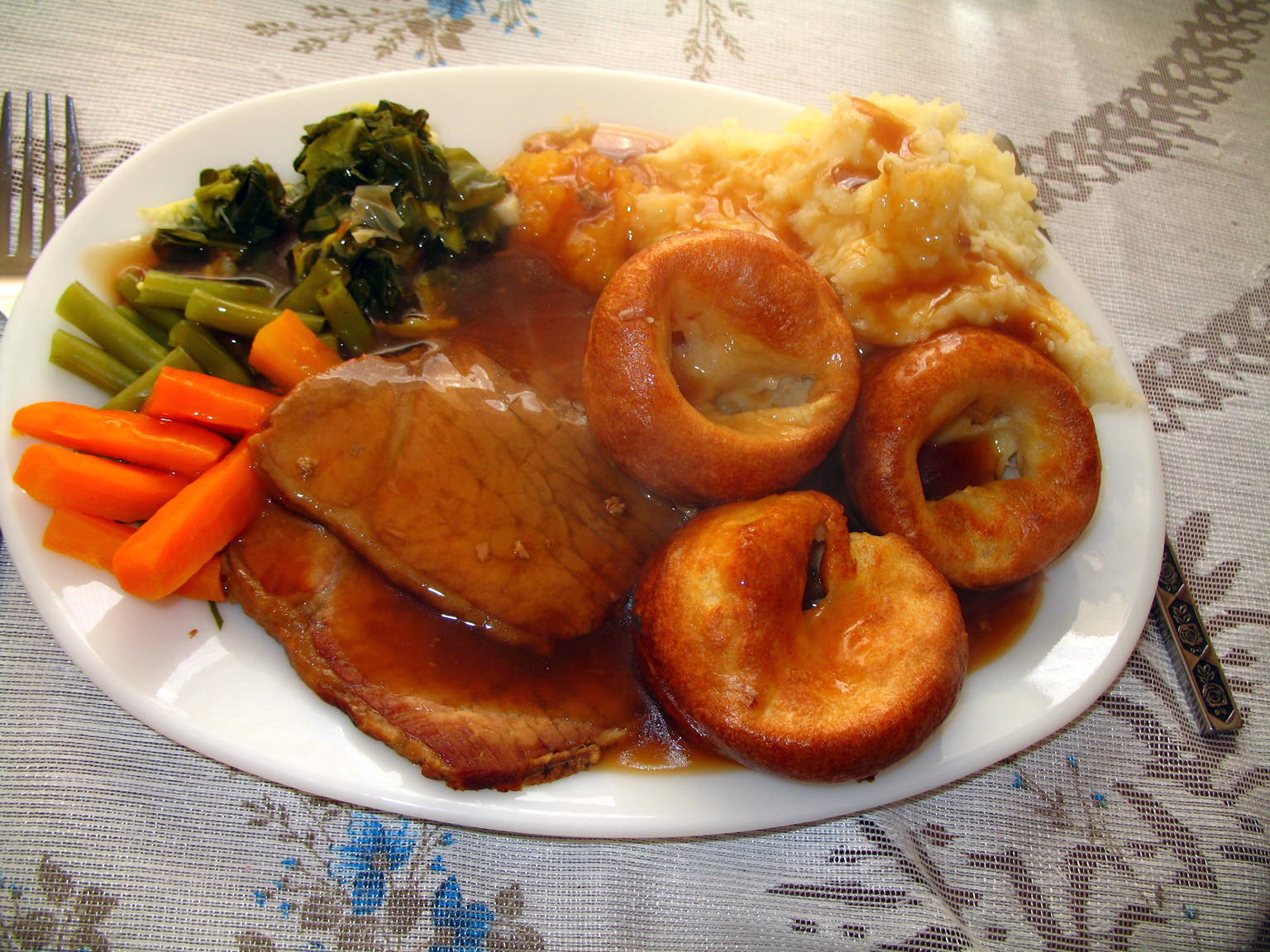
ローストビーフ、マッシュポテト、その他野菜、ヨークシャー・プディングのサンデーロースト

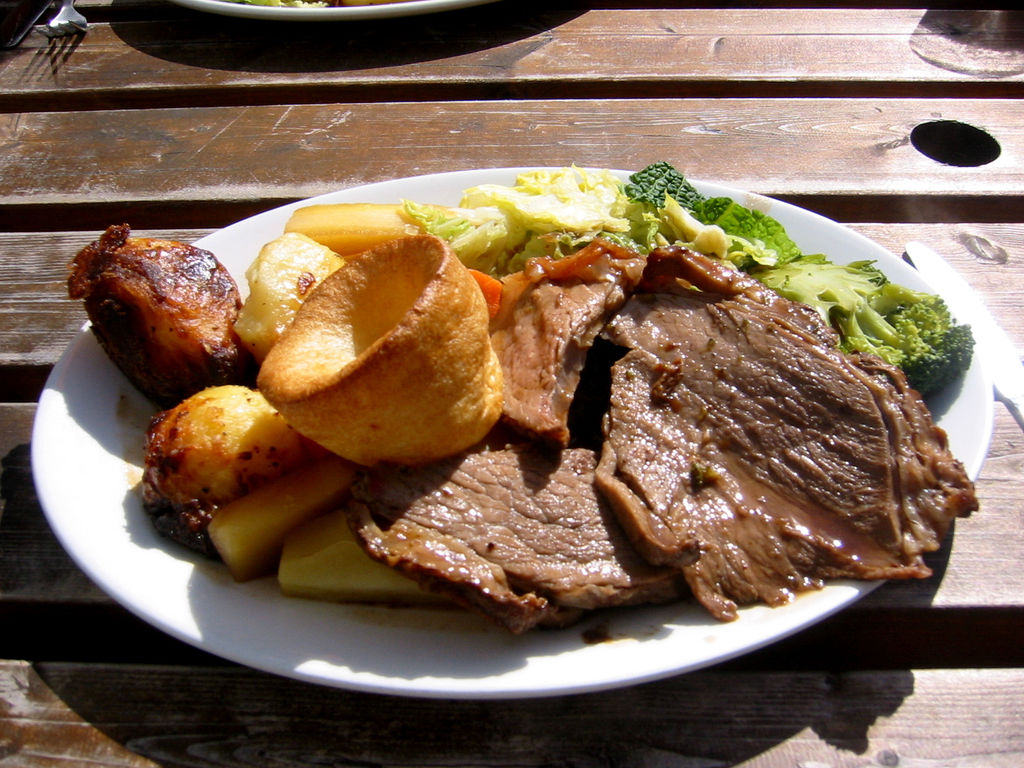
サンデーロースト

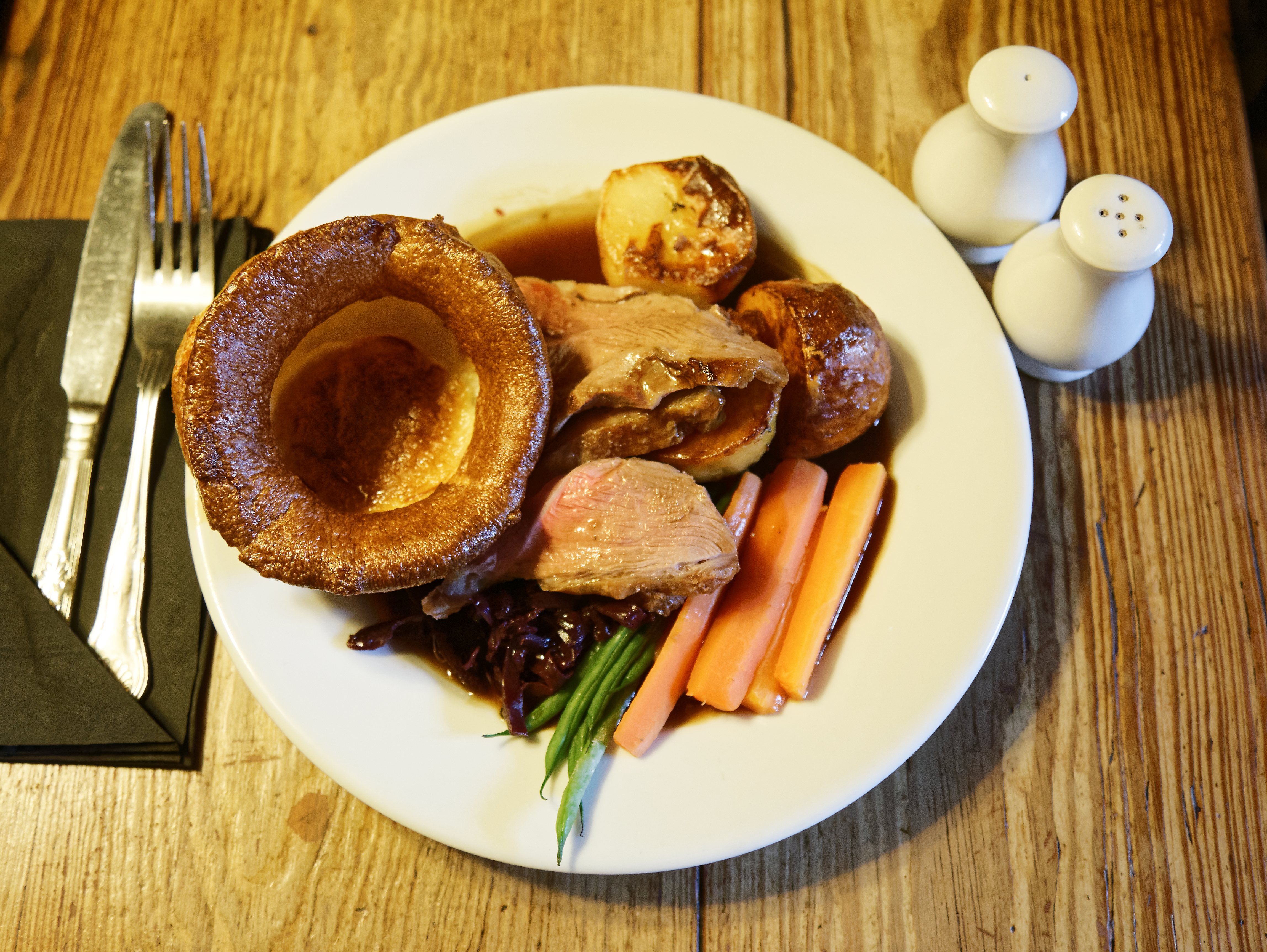
サンデーロースト

サンデーロースト（英: Sunday Roast）とは、イギリスの伝統的な食事で、日曜日（通常正午過ぎの昼食）に供され、ローストした肉、ジャガイモに、ヨークシャー・プディング、ファルス、野菜等の付け合わせとグレイビーから成る。
この食事はイギリス全土で一般的であり、他にサンデーディナー、サンデーランチ、サンデーティー、ローストディナー、サンデージョイントとも呼ばれる（ジョイントは骨付き肉より）。伝統的なサンデーローストは産業革命時代のイングランド・ヨークシャーにさかのぼる。金曜日にはパン屋がパンを焼くことができないため、オーブンで肉を焼いて、この伝統が出来たという説が信じられている。この食事はイギリス文化の伝統的クリスマスディナーをやや質素にしたものと比較されることがある。
サンデーローストはまた、アイルランドおよびニュージーランド、南アフリカ共和国、オーストラリア、カナダ等のイギリス連邦加盟国に普及している。この食事はまた、アメリカ合衆国北東部のニューイングランドで20世紀中頃までにサンデーディナーとして普及し、この習慣は今なお続いている。カナダ・ニューファンドランド・ラブラドール州には、この食事の変種であるジグズディナー（塩漬け肉とキャベツ）がある。

## 発祥
サンデーローストは、地主が農奴に一週間の働きを労って、毎週日曜日に雄牛のローストを与えたことから始まる。

## 代表的な食材

### 肉
サンデーローストでは一般に牛肉、鶏肉、羊肉、豚肉が使われ、季節によりカモ、ガチョウ、ガモン（豚脇腹肉）、七面鳥または（稀に）他のジビエが使われることがある。
近年、ベジタリアンはクォーン（キノコ由来）やナッツロースト等で代用する。

### 野菜
サンデーローストは、茹でたまたは焼いた様々な野菜を添えて供される。野菜は季節や地域により異なるが、脂汁または（飽和脂肪酸の健康への影響により）植物油で焼いたジャガイモ、およびローストした肉の肉汁に固形ブイヨンを加えルーと片栗粉でとろみを付けたグレイビーが一般的である。ジャガイモは肉と一緒に調理して脂汁を直接からめる場合もある。
他にローストディナーで供される野菜には、マッシュしたルタバガ、カブ、焼いたパースニップ、茹でたまたは蒸したキャベツ、ブロッコリー、サヤインゲン、および茹でたニンジン、グリンピースがある。手の込んだ野菜料理（カリフラワーチーズや赤キャベツのシチュー）の残りものは一般的でなく、各種季節野菜の簡易な料理が一般的である。
オーストラリアでは通常カボチャが添えられ、ニュージーランドではサツマイモが一般的である。

### 付け合わせ
伝統的な付け合わせは以下の通り:

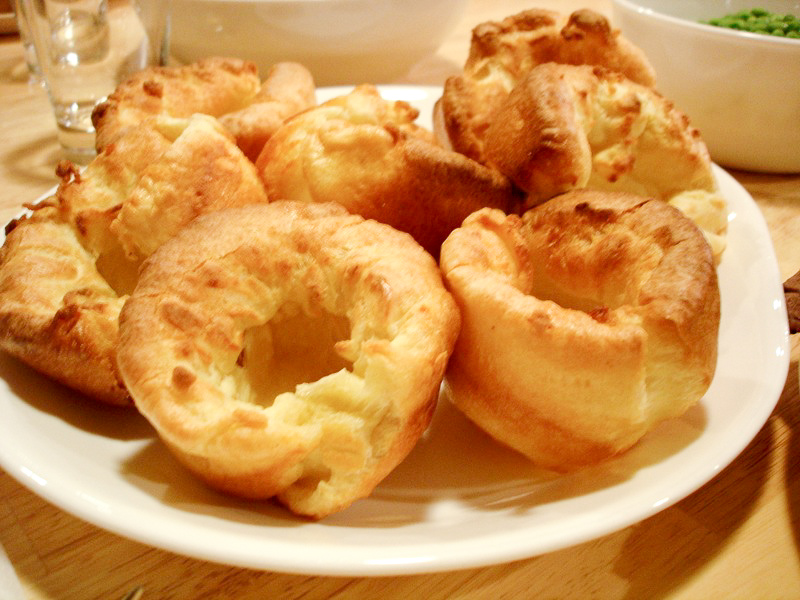
ヨークシャー・プディング

- 牛肉 - ヨークシャー・プディング、イギリス・マスタードまたはホースラディッシュソース
- 豚肉 - 豚の皮揚げとセージとタマネギのファルス、アップルソースとイギリス・マスタード
- 羊肉 - ミントソースまたはフサスグリのジャム
- 鶏肉 - ピッグス・イン・ア・ブランケット（ソーセージのベーコン包み）、ソーセージロール、ソーセージ、ファルス、ブレッドソースまたはフサスグリのジャム[3]

## 調理
全ての材料を別々の調理法およびタイミングで調理し、特に大きな集会向けに、最良の状態で同時に供するには、相当の家庭料理の技術、こつと経験が必要である。
サンデーローストの余りはその週の食事の材料とすることが伝統である。例えば、肉はサンドイッチの具とし、羊肉はシェパーズパイの具に、野菜はバブル・アンド・スクイーク（野菜とマッシュポテトの炒めもの）の材料に使用する。

## パブおよびレストランのサンデーロースト
イギリスでは、多くの食事を出すパブの多数に、サンデーローストを特徴とする「サンデーメニュー」があり、肉（およびナッツローストのようなベジタリアン向け代替食材）の種類を選択できる。通常メニューより安いことが多く、日曜日以外にも販売することもある。